# Svalbarðsstrandarhreppur
Svalbarðsstrandarhreppur es un municipio de Islandia. Se encuentra en la zona occidental de la región de Norðurland Eystra y en el condado de Eyjafjarðarsýsla. 

## Población y territorio
Tiene un área de 55 kilómetros cuadrados. Su población es de 400 habitantes, según el censo de 2011, para una densidad de 7,27 habitantes por kilómetro cuadrado. Su capital es el poblado de Svalbarðseyri, con 245 personas. Es el más pequeño de los municipios de Norðurland Eystra y el tercero más pequeño a escala nacional.